# ウィリアム・セシル・キャンベル
ウィリアム・セシル・キャンベル（William Cecil Campbell、1930年6月28日 - ）は、アイルランド出身でアメリカ合衆国の生化学者、生物学者、寄生虫学者。メルク社のチームを率いてアベルメクチンとその化合物イベルメクチンを開発し、その薬は熱帯地方の寄生虫感染症の治療薬として、現在も多くの人を熱帯病による失明から救っている。2015年、ノーベル生理学・医学賞の半分が、アベルメクチンの発見を含む寄生虫感染症治療法の開発を評してキャンベルと大村智に共同で贈られ、残る半分はアルテミシニン発見を含むマラリアの治療法に関する発見をした屠呦呦に贈られた。
1957年から1990年まで、製薬会社メルク・アンド・カンパニーの研究所に所属し、現在はドルー神学校の名誉フェローである。
2019年 - 新型コロナウイルス感染症（COVID-19）の流行時、キャンベルがCOVID-19治療薬としてイベルメクチンを推奨しているという捏造された引用文が顔写真と共にTwitterで拡散された。キャンベルは、「ソーシャルメディア上で私に起因する発言を完全に軽蔑し、否定する」と述べ、「私の専門分野はウイルス学ではないので、そのような方法でコメントすることは決してない」と付け加えた。

## 略歴
- 1930年 - アイルランドのドニゴール州ラメルトンで、農場を経営するR. J. Campbellの三男として生まれた[10]。
- 1952年 - トリニティ・カレッジ（ダブリン大学）の動物学を第一級優等学位で卒業[11]。
- 1957年 - フルブライト奨学金を得て進学したウィスコンシン大学マディソン校で、羊に寄生する肝蛭に関する研究で博士号（Ph.D.）を取得[7]。
- 1957年 - 1990年 - メルク研究所に勤務し、1984年 - 1990年まではアッセイ研究開発の上級科学者兼ディレクターを務めた[12]。1964年にアメリカ国籍を取得[1]。メルク在籍時の発見の一つは殺菌剤チアベンダゾールで、ジャガイモ疫病の治療や[7][13]、人間の旋毛虫症の治療に使用されている[14]。
- 1975年 - 大村の研究グループから送られた放線菌が産生する物質が、マウスに寄生した寄生性線虫に対して有効であることを発見した[15]。1979年、培養物から化合物を単離し、「アベルメクチン」と名づけ、1979年に報告した[16][17]。そしてアベルメクチンの改良型を合成し「イベルメクチン」と名付けた[16][18]。イベルメクチンは、1981年に動物用抗寄生虫薬として販売され[16][18]、1987年にヒトへの使用が承認され、翌年にはオンコセルカ症の撲滅に必要なイベルメクチンの無償提供が始まった[19]。1998年にはリンパ系フィラリア症の治療に使用されるイベルメクチンにも無償提供が拡大された[19][20]。

- 1990年 - 2010年、ニュージャージー州マディソンのドリュー大学で研究員を務め、学部生の研究を指導し、寄生虫学のコースを教えていた[21]。 彼は、スコットの不運なテラノヴァ探検隊における外科医エドワード・L・アトキンソンの仕事など、南極探検における寄生虫学の歴史について論文を書いている[12][22]。

## 受賞と栄誉
- 1987年 - 米国寄生虫学会会長[12]。
- 2002年 - 米国科学アカデミーに選出される[12][23]。
- 2008年 - 米国寄生虫学会からASP特別功労賞を受賞[12]。
- 2015年 - ノーベル生理学・医学賞を大村智、屠呦呦と共同受賞[24][25][11]。
- 2016年 - トリニティ・カレッジ・ダブリンの名誉フェローに就任[26]。
- 2020年 - 王立協会フェローに選出される[27]。
- 2021年 -  アイルランド科学財団セント・パトリックス・デイ・サイエンス・メダルを受賞[28]。

## 私生活
メアリー・マスチン・キャンベルと結婚している。 彼は詩人であり画家でもある。 卓球とカヤックを趣味としている。